# Poecilostictus decoratus
Poecilostictus decoratus là một loài tò vò trong họ Ichneumonidae.